# Woźnawieś
Woźnawieś, [vɔʑˈnavjɛɕ], ist ein Dorf der Gemeinde Rajgród im Powiat Grajewski im Woiwodschaft Podlachien im nordöstlichen Polen. Es hat 86 Einwohner.
Das Dorf wurde Ende des fünfzehnten Jahrhunderts von Maciej Ołdak gegründet. Von 1975 bis 1998 gehörte Woźnawieś zur Woiwodschaft Łomża.